# Skynd (cratère)

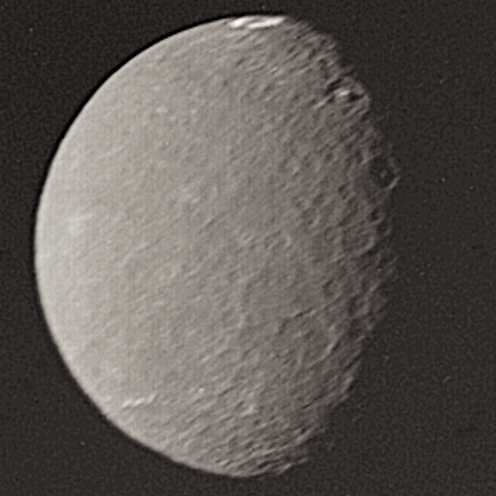
Skynd avec un pic central brillant tel qu'il a été observé sur Umbriel au bord du terminateur (à environ « deux heures » sur le disque que présente le cliché de cette lune).

Pour les articles homonymes, voir Skynd.
Skynd est un cratère d'impact à la surface d'une lune d'Uranus : Umbriel.

## Caractéristiques
Son diamètre est estimé entre 72 et 110 km. Son centre est localisé au 1,8° S, 331,7° E. Skynd a en son centre (ou à proximité) un pic brillant, qui est l'une des quelques formations géologiques à l'albédo élevé (brillante) qui tranche avec le reste de la surface d'Umbriel qui est, pour l'essentiel très sombre (qui a un faible albedo).
Le cratère est nommé Skynd, en référence à un troll qui a volé trois femmes à un homme vivant à Englerup.